# Priceless Jazz Collection (альбом Кармен Макрей)
Priceless Jazz Collection — сборник американской певицы Кармен Макрей, выпущенный в 1998 году на лейбле GRP Records в рамках одоимённой серии. Альбом включает в себя записи Макрей, сделанные в 1950-е годы.

## Отзывы критиков
| Оценки критиков               | Оценки критиков |
| Источник                      | Оценка          |
| ----------------------------- | --------------- |
| AllMusic                      | [ 1 ]           |
| Encyclopedia of Popular Music | [ 2 ]           |

Рецензент AllMusic Стивен Томас Эрлевайн отметил, что это хороший срединный образец основных моментов из записей Кармен Макрей для MCA и Decca. Хотя это не наиболее полный сборник, он предлагает репрезентативный материал, который сделает его хорошим знакомством с этими записями для любознательных слушателей с ограниченным бюджетом.

## Список композиций
1. «Bye Bye Blackbird» (Морт Диксон, Рэй Хендерсон) — 3:24
Из альбома Birds of a Feather (1958)
2. «My Funny Valentine» (Лоренц Харт, Ричард Роджерс) — 4:22
Из альбома After Glow (1957)
3. «Flamingo» (Тед Груья, Эдмунд Андерсон) — 3:45
Из альбома Birds of a Feather (1958)
4. «You Took Advantage of Me» (Лоренц Харт, Ричард Роджерс) — 2:40
Из альбома By Special Request (1956)
5. «How Long Has This Been Going On?» (Джордж Гершвин, Айра Гершвин) — 4:08
Из альбома Book of Ballads (1959)
6. «Love Is a Simple Thing» (Джун Кэрролл, Артур Сигел) — 2:07
Из альбома Something to Swing About (1960)
7. «Ev’ry Time We Say Goodbye» (Коул Портер) — 3:05
Из альбома When You’re Away (1959)
8. «Nice Work If You Can Get It» (Джордж Гершвин, Айра Гершвин) — 2:32
Из альбома After Glow (1957)
9. «Yesterdays» (Отто Харбах, Джером Керн) — 2:38
Из альбома Torchy! (1956)
10. «I’m Putting All My Eggs in One Basket» (Ирвинг Берлин) — 2:25
Из альбома Blue Moon (1957)
11. «My Man’s Gone Now» (Джордж Гершвин, Айра Гершвин, Дюбоз Хейуорд) — 4:17
Из альбома Porgy and Bess (1959)
12. «Speak Low» (Огден Нэш, Курт Вайль) — 3:11
Из альбома Torchy! (1956)
13. «East of the Sun» (Брукс Боумен) — 2:18
Из альбома After Glow (1957)
14. «Exactly Like You» (Дороти Филдс, Джимми Макхью) — 2:12
Из альбома After Glow (1957)
15. «Something to Live For» (Дюк Эллингтон, Билли Стрейхорн) — 3:14
Из альбома By Special Request (1956)
16. «I’m Glad There Is You» (Джимми Дорси, Пол Мерц) — 3:57
Из альбома When You’re Away (1959)
17. «How Little We Know» (Кэролин Ли, Филип Спрингер) — 2:32
Из альбома Something to Swing About (1960)